# Avers
Avers (Walserduits: Òòver(s); Reto-Romaans: Avras) is een vallei en gemeente in het Zwitserse kanton Graubünden. De gemeente Avers maakt deel uit van het district Hinterrhein en telde 184 inwoners in 2005.
In de gemeente ligt het gehucht Juf op een hoogte van 2126 meter, de hoogste nederzetting in Europa die het hele jaar bewoond blijft.